# 仁川国際空港鉄道
仁川国際空港鉄道（インチョンこくさいくうこうてつどう）は、大韓民国ソウル特別市龍山区のソウル駅と仁川広域市中区の仁川国際空港2ターミナル駅を結ぶ空港鉄道（A'REX）の鉄道路線。
国土交通部「鉄道距離表」における正式路線名は仁川国際空港線であるが案内上は使用されておらず、単に空港鉄道と呼称されることが多い。
ラインカラーは●「A'REX Blue」（4号線よりやや濃い水色）。

## 路線データ
- 路線距離：63.8km
- 軌間：1435mm（標準軌）
- 駅数：14（2018年9月29日現在)
- 複線区間：全線
- 電化区間：全線（交流25kV, 60Hz架線集電）
- 閉塞方式：ATC・ATO
- 車両基地：龍遊車両事業所（仁川広域市中区）
- 地上区間：デジタルメディアシティ - 麻谷ナル（麻谷鉄橋（朝鮮語版））、桂陽 - 雲西、仁川国際空港1ターミナル - 仁川国際空港2ターミナル、龍遊車両事業所
- 営業最高速度：110km/h
- 走行方向：左側通行

## 沿革
- 2001年
  - 3月23日 - 仁川国際空港鉄道株式会社設立。
  - 3月27日 - 起工式。
- 2005年12月30日 - 最初の納入車両を車両基地へ搬入。
- 2006年6月29日 - 社名を空港鉄道株式会社へ変更。
- 2007年3月23日 - 金浦空港駅 - 仁川国際空港駅（現・仁川国際空港1ターミナル駅）間 (37.6km) が開業[2]。
- 2009年11月30日 - 韓国鉄道公社が空港鉄道を買収[3]。社名をKORAIL空港鉄道株式会社へ変更。
- 2010年
  - 3月29日 - KTX-山川が試運転で空港鉄道に乗り入れ[4]。
  - 12月29日 - ソウル駅 - 金浦空港駅間 (20.4km) が開業。同時に直通列車が金浦空港駅を通過するようになる。
- 2011年11月30日 - 孔徳駅が開業。
- 2012年11月28日 - 韓国鉄道施設公団が建設中の仁川空港第2旅客ターミナルまでの接続路線事業の基本設計施工事業者に現代産業開発が幹事となるコンソーシアムを選定[5][6]。
- 2013年7月31日 - 前日にコンソーシアムの施行設計審査が完了し、第2ターミナル駅（仮称）延伸事業着工[7]。
- 2014年
  - 5月9日 - 国土交通部告示第2014-240号により、都市鉄道から一般鉄道に変更。「鉄道距離表」上での正式名称が「仁川国際空港線」となる。
  - 6月21日 - 青羅国際都市駅が開業。
  - 6月30日 - 水色直結線経由でKTXの乗り入れを開始。
- 2015年
  - 3月28日 - 空港鉄道ソウル駅と1号線・4号線地下ソウル駅を結ぶ乗り換え通路の供用を開始。
  - 6月23日 - 株主が国民銀行企業銀行コンソーシアム、国土交通部に変更。社名を空港鉄道株式会社（2代目）に変更。
- 2016年3月26日 - 永宗駅が開業[8]。
- 2017年
  - 11月20日 - 2ターミナル駅延伸区間での試運転開始に伴うダイヤ改正。仁川国際空港駅以遠は乗客を乗せず通常列車が延長運行する[9]。
- 2018年
  - 1月13日 - 同年1月18日の仁川国際空港第2旅客ターミナル開業を前に、仁川国際空港駅 - 仁川国際空港2ターミナル駅間 (5.8km) が開業。同時に仁川国際空港駅を仁川国際空港1ターミナル駅に改称[10][9][11][12][13][14][15]。
  - 3月23日 - ダイヤ改正によりKTXの乗り入れを休止[16][17]。
  - 8月8日 - 麻谷ナル駅総合試運転（14日まで駅施設検証、28日から9月2日まで列車の営業試運転）[18]。
  - 9月1日 - KTXの乗り入れを廃止[19][20]。
  - 9月29日 - 麻谷ナル駅が開業[21]。
- 2019年
  - 7月9日 - 7月29日 - 2019年世界水泳選手権開催に伴い、仁川国際空港2ターミナル - 光州松汀間の臨時KTXを1日4便運行。前年のKTX乗り入れ廃止以来、1年ぶりの運行となる[22]。
- 2020年
  - 4月1日 - 新型コロナウイルス感染症（COVID-19）の流行に伴う利用者減少により、この日より直通列車を運休、ソウル駅都心空港ターミナルの運営中止。
  - 6月1日 - 6月5日まで、運休となっている直通列車の車両を一般列車に臨時投入。
  - 10月5日 - 車内混雑緩和を目的として、直通列車運行再開時まで、臨時列車として直通列車の車両を一般列車に臨時投入。
- 2022年
  - 5月30日 - 2年に渡り運休していた直通列車の運行を再開。

## 使用車両
- 空港鉄道1000系電車（直通用）
- 空港鉄道2000系電車（一般（各駅停車）用）
  - いずれも6両編成。

## 駅一覧
- 直通：●は停車、|は通過。
- KTX：※は地上ホーム発着で京釜線方面は停車、湖南・全羅線方面は通過。●は停車、|は通過。
- 建設中の区間の駅名は変更される可能性がある。

### 仁川国際空港線
| 駅番号 | 駅名                      | 駅名               | 駅名                                 | 駅間 キロ (km) | 累計 キロ (km) | 直通 | KTX (廃止)     | 接続路線 | 所在地               | 所在地               |
| 駅番号 | 日本語                    | ハングル           | 英語                                 | 駅間 キロ (km) | 累計 キロ (km) | 直通 | KTX (廃止)     | 接続路線 | 所在地               | 所在地               |
| ------ | ------------------------- | ------------------ | ------------------------------------ | -------------- | -------------- | ---- | -------------- | --- | -------------------- | -------------------- |
| A01    | ソウル駅                  | 서울역             | Seoul Station                        | 0.0            | 0.0            | ●    | ※              | 韓国鉄道公社：KTX京釜線・京義線 · 1号線（京釜電鉄線） (133) · 京義・中央線 (P313) · ソウル交通公社： 1号線（地下鉄1号線） (133) · 4号線（地下鉄4号線） (426) | ソウル特別市         | 龍山区               |
| A02    | 孔徳駅                    | 공덕역             | Gongdeok                             | 3.3            | 3.3            | \|   | 京 義 線 経 由 | ソウル交通公社： 5号線 (529)・ 6号線 (626) · 韓国鉄道公社： 京義・中央線 (K312)                                                                              | ソウル特別市         | 麻浦区               |
| A03    | 弘大入口駅                | 홍대입구역         | Hongik Univ.                         | 2.8            | 6.1            | \|   | 京 義 線 経 由 | ソウル交通公社： 2号線 (239) · 韓国鉄道公社： 京義・中央線 (K314)                                                                                            | ソウル特別市         | 麻浦区               |
| A04    | デジタルメディアシティ駅  | 디지털미디어시티역 | Digital Media City                   | 3.4            | 9.5            | \|   | 京 義 線 経 由 | ソウル交通公社： 6号線 (618) · 韓国鉄道公社： 京義・中央線 (K316)                                                                                            | ソウル特別市         | 麻浦区               |
|        | 水色直結線分岐            | 수색직결선분기     |                                      | (4.0)          | 13.5           | \|   | \|             | 韓国鉄道公社：水色直結線 KTX（ソウル・龍山方面） | 京畿道 高陽市 徳陽区 | 京畿道 高陽市 徳陽区 |
| A042   | 麻谷ナル駅                | 마곡나루역         | Magongnaru                           | 8.6            | 18.1           | \|   | \|             | ソウル市メトロ9号線（企業）： 9号線 (905) | ソウル特別市 江西区  | ソウル特別市 江西区  |
| A05    | 金浦空港駅                | 김포공항역         | Gimpo Int'l Airport                  | 2.3            | 20.4           | \|   | \|             | ソウル交通公社： 5号線 (512) · ソウル市メトロ9号線（企業）： 9号線 (902) · 金浦ゴールドライン運営： 金浦都市鉄道 (G109) · 韓国鉄道公社：西海線 (S13)         | ソウル特別市 江西区  | ソウル特別市 江西区  |
| A06    | 桂陽駅                    | 계양역             | Gyeyang                              | 6.6            | 27.0           | \|   | \|             | 仁川交通公社： 仁川1号線 (I110) | 仁川広域市           | 桂陽区               |
| A07    | 黔岩駅                    | 검암역             | Geomam                               | 5.5            | 32.5           | \|   | ●              | 仁川交通公社： 仁川2号線 (I207) | 仁川広域市           | 西区                 |
| A071   | 青羅国際都市駅            | 청라국제도시역     | Cheongna Int'l City                  | 4.8            | 37.3           | \|   | \|             | | 仁川広域市           | 西区                 |
| A072   | 永宗駅                    | 영종역             | Yeongjong                            | 10.3           | 47.6           | \|   | \|             | | 仁川広域市           | 中区                 |
| A08    | 雲西駅                    | 운서역             | Unseo                                | 3.5            | 51.1           | \|   | \|             | | 仁川広域市           | 中区                 |
| A09    | 空港貨物ターミナル駅      | 공항화물청사역     | Incheon Int'l Airport Cargo Terminal | 4.3            | 55.4           | \|   | \|             | | 仁川広域市           | 中区                 |
| A10    | 仁川国際空港1ターミナル駅 | 인천공항1터미널역  | Incheon Int'l Airport Terminal 1     | 2.6            | 58.0           | ●    | ●              | 空港鉄道：●仁川空港磁気浮上鉄道 (M01) | 仁川広域市           | 中区                 |
|        | 分岐                      | 용유차량기지선분기 |                                      |                | 59.932         | \|   | \|             | 空港鉄道：龍遊車両基地線 空港鉄道 (龍遊車両基地方面) | 仁川広域市           | 中区                 |
|        | 分岐                      | 용유차량기지선분기 |                                      |                | 62.253         | \|   | \|             | 空港鉄道：龍遊車両基地線 空港鉄道 (龍遊車両基地方面) | 仁川広域市           | 中区                 |
| A11    | 仁川国際空港2ターミナル駅 | 인천공항2터미널역  | Incheon Int'l Airport Terminal 2     | 5.8            | 63.8           | ●    | ●              | | 仁川広域市           | 中区                 |
|        | (終点)                    | (종점)             |                                      | 0.5            | 64.3           |      |                | | 仁川広域市           | 中区                 |

### 龍遊車両基地線
国土交通部路線番号2171
| 駅番号 | 駅名                      | 駅名               | 駅名                             | 駅間 キロ (km) | 累計 キロ (km) | 接続路線                                            | 所在地          |
| 駅番号 | 日本語                    | ハングル           | 英語                             | 駅間 キロ (km) | 累計 キロ (km) | 接続路線                                            | 所在地          |
| ------ | ------------------------- | ------------------ | -------------------------------- | -------------- | -------------- | --------------------------------------------------- | --------------- |
| A10    | 仁川国際空港1ターミナル駅 | 인천공항1터미널역  | Incheon Int'l Airport 1 Terminal | 0.0            | 58.0           | 仁川交通公社：●仁川空港磁気浮上鉄道 （M01）         | 仁川広域市 中区 |
|        | 龍遊車両基地分岐          | 용유차량기지선분기 |                                  | 2.6            | 60.6           | 空港鉄道：本線 仁川国際空港2ターミナル駅方面        | 仁川広域市 中区 |
|        | 龍遊車両基地駅 （臨時駅） | 용유차량기지       | Yongyu Depot                     | 3.0            | 61.0           | 仁川交通公社：●仁川空港磁気浮上鉄道 （龍遊駅・M06） | 仁川広域市 中区 |

### 龍遊車両三角線
国土交通部路線番号2172
| 駅番号 | 駅名                      | 駅名               | 駅名         | 駅間 キロ (km) | 累計 キロ (km) | 接続路線                                                         | 所在地          |
| 駅番号 | 日本語                    | ハングル           | 英語         | 駅間 キロ (km) | 累計 キロ (km) | 接続路線                                                         | 所在地          |
| ------ | ------------------------- | ------------------ | ------------ | -------------- | -------------- | ---------------------------------------------------------------- | --------------- |
|        | 龍遊車両基地分岐          | 용유차량기지선분기 |              | 0.0            | 0.0            | 空港鉄道：本線（62.253km地点）                                   | 仁川広域市 中区 |
|        | 龍遊車両基地分岐          | 용유차량기지선분기 |              | 2.1            | 2.1            | 空港鉄道：龍遊車両基地線（既設線） 仁川国際空港1ターミナル駅方面 | 仁川広域市 中区 |
|        | 龍遊車両基地駅 （臨時駅） | 용유차량기지       | Yongyu Depot | 0.4            | 2.5            | 仁川交通公社：●仁川空港磁気浮上鉄道 （龍遊駅・M06）              | 仁川広域市 中区 |

- ソウル駅は、旅客案内においては地下ソウル駅と同様に「『ソウル駅』駅」とされている（正式名称は「ソウル」駅）。
- 金浦空港から地下鉄9号線と直通運転を行う計画がある。既に連絡線自体は完成している。その際、空港鉄道は交流電化、9号線は直流電化であるため、新たに交直流電車が製造され、使用される予定。
- 所要時間は、仁川国際空港 - ソウル駅が途中無停車の直通列車（1時間に1 - 3本）で43分、一般列車（1時間に5 - 6本、残りはソウル駅 - 黔岩間の区間運転）で53分。廃止されたKTXは、途中黔岩駅のみに停車しソウル駅まで47分であった。
- 韓国鉄道施設公団が京義線水色駅から空港鉄道黔岩駅までの連絡線2.2kmを整備していたが[24][25]、設備不具合の発見により開業が当初予定の2013年末から2014年2月[26]、さらに6月30日に延期となった。ただし、本線は在来線規格で設計されているため、最高速度は150km/hに制限される。
  - 2018年平昌オリンピック・パラリンピック終了後の3月23日以降、KTXの乗り入れは無期限中断されることになった。KTX運行の為にダイヤ調整（空港鉄道側の減便）が必要な上、需要が当初の予想を大きく下回り、さらに光明駅に都心空港ターミナルと空港直通リムジンバスが新設されたことにより、KTXを利用して仁川国際空港まで乗車する利用者はさらに減少していた。同年9月、正式に廃止された。
- 2030年完成を目標に、現在110km/hとなっている営業最高速度を、150km/hに引き上げる改良工事を実施している[27]。
- ソウル駅に、仁川国際空港における大韓航空、アシアナ航空、チェジュ航空、ティーウェイ航空、エアプサン、エアソウル、イースター航空、ルフトハンザドイツ航空の搭乗手続きが可能なチェックインカウンター（都心空港ターミナル）が設置されている[28]。利用は直通列車利用者に限られる。運用時間は、午前5時20分から午後7時までで、空港鉄道の乗車券購入後、航空機出発の3時間前まで受け付ける[29]。また、ここで搭乗手続きをすると隣接の出国審査場で仮出国の手続きを受けることができ、仁川国際空港では乗務員や空港スタッフが利用する通路で正式な出国審査を受けることで、通常の出国審査場の混雑を回避できる。ただし、ここで預けた受託手荷物はそのまま航空機に積み込まれるため、追加の買い物による機内持ち込み手荷物の重量超過や、空港での免税手続きには注意を要する。

## 運賃
2010年12月29日の全線開通後に改定が行われ、一般列車と直通列車の運賃が大きく異なることとなった。
当路線の運賃賃率については、直通列車は、10kmまでの基本運賃2,776ウォン＋10km以上1kmごとに240ウォン追加。一般列車は、10kmまでの基本運賃（ソウル駅 - 青羅国際都市駅は1,400ウォン、青羅国際都市駅 - 仁川国際空港2ターミナル駅は1,050ウォン）＋10km以上ソウル駅 - 青羅国際都市駅は5kmごとに100ウォン、青羅国際都市駅 - 仁川国際空港1ターミナル駅は1kmごとに130ウォン、仁川国際空港1ターミナル駅 - 仁川国際空港2ターミナル駅は1kmごとに108.02ウォン追加される。いずれも、50ウォン未満切捨て、50ウォン以上100ウォン未満は100ウォンに切上げられる。
直通列車については、暫定開業時の一般列車と同額とする特例運賃を廃し、原則の賃率（上記参照）を適用したため、仁川国際空港1ターミナル駅 - ソウル駅の運賃は17,700ウォン、仁川国際空港2ターミナル駅 - ソウル駅の運賃は18,300ウォンとなった（小児半額）。このほかに、提携割引（運賃は提携会社による）等がある。なお、直通列車は首都圏統合料金制は適用されない。
一般列車については、従前は首都圏電鉄と異なり、独自の料金体制となっており、乗り換え割引も全くなかったが、内陸区間のソウル駅 - 黔岩駅間のみ首都圏統合料金制が適用されることとなった。なお、2014年6月21日の青羅国際都市駅開業後は、同駅までが首都圏統合料金制の適用範囲となる。青羅国際都市駅以遠まで乗車する場合、青羅国際都市駅までの運賃に永宗駅1,050ウォン、雲西駅1,550ウォン、空港貨物ターミナル駅2,150ウォン、仁川国際空港1ターミナル駅2,450ウォンの加算運賃が加算される。ただし、桂陽駅から雲西駅・空港貨物ターミナル駅・仁川国際空港1ターミナル駅まで乗車する場合のみ、新料金のほうが高くなるため、従前の料金が適用される。
なお、2009年7月24日のソウル地下鉄9号線開通に伴い、首都圏電鉄の割引制度と合わせるために、従来75%割引だった高齢者、障害者、国家功労者、光州事件負傷者は無賃に、今までなかった青少年割引（青少年交通カード利用時20%割引）を導入した。ただし、割引運賃を利用した場合、直通列車には乗車できない。小児半額運賃は一般列車、直通列車ともに従前から適用されてきた。
乗車する際には、乗車券を購入するか、T-money（前払い式交通カード）を使う。なお、開業当初は空港鉄道独自の乗車券を使用していたが、一般列車は2009年7月24日から、直通列車は2017年4月1日から（システム更新に伴い、取り扱い終了）、首都圏電鉄各駅と空港鉄道各駅間を通しで乗車券が購入できるようになった。乗車券は、従来からある空港鉄道のみ利用可能なICカード乗車券（定期券用、保証金不要）、直通列車用のQRコード乗車券、首都圏電鉄に乗り換え可能な1回用交通カード（要保証金）の3種類があり、券売機で現金及びクレジットカードで販売する。交通カードは韓国で発行されるものの大部分が利用できるが、一部では認識されない場合もあるので注意が必要。クレジットカードは当初直通列車の乗車券購入のみ可能であったが、空港連絡鉄道という特殊性から、2024年12月27日より韓国の地下鉄では初めて1回用交通カードの購入も可能になった。
直通列車は、原則的に列車、座席が指定された専用乗車券を購入する必要がある。2022年5月30日から、QRコードを利用した乗車券にシステムを更新した。
乗降時、乗車券・T-money共に改札機の読取り機の上にタッチする（この点は他の首都圏電鉄と同様）、使用した1回用交通カードは、駅の保証金払い戻し機に投入すると保証金（デポジット）が返還される。従前は、降車時に空港鉄道専用乗車券は回収用投入口に入れていた。もし出るときに乗車券をタッチするとエラーになる。
全線開通以降、ソウル駅・孔徳駅・弘大入口駅・デジタルメディアシティ駅・麻谷ナル駅・金浦空港駅（5号線）・桂陽駅・黔岩駅の乗換通路に自動改札機が設置された。ここでは仁川国際空港2ターミナル - 永宗間各駅入場の場合に加算運賃が減額されるが、それ以外は通過しても運賃を引き落とさず、運賃計算に影響はない。
首都圏電鉄の統一料金制を採用していなかった理由は、公企業の形態である他の鉄道事業体とは違い、民間資本の鉄道のため赤字を税金によって補填できず、安く抑えられている統一料金制では立ち行かなくなるためである（ただしこれは表向きの話で、実際は補填される＝下記参照）。結果的に乗り換えの不便を乗客に強いることになっている。全線開業後には幾分このような不便は解消されることになる。
一時期片乗り入れを行っていたKTXは上記運賃とは別体系となっており、ソウル駅 - 仁川国際空港1ターミナル駅まで一般室12,500ウォン、仁川国際空港2ターミナル駅まで一般室13,100ウォンとなっており、一般室は14,500ウォンの直通列車よりも安い。乗車券や改札も空港鉄道とは別で、KORAILの他路線と同一システムとなっており、KORAILパスも利用可能となっていた。
- 一般列車利用時大人普通旅客運賃

T-money利用の場合。現金で1回用交通カードを購入する場合は100ウォン追加、さらに500ウォンの保証金（デポジット）が加算される。
| 仁川国際空港2ターミナル |                         |                    |      |      |              |      |      |          |          |                        |          |      |          |
| 900                     | 仁川国際空港1ターミナル |                    |      |      |              |      |      |          |          |                        |          |      |          |
| 900                     | 900                     | 空港貨物ターミナル |      |      |              |      |      |          |          |                        |          |      |          |
| 1500                    | 900                     | 900                | 雲西 |      |              |      |      |          |          |                        |          |      |          |
| 1600                    | 1000                    | 900                | 900  | 永宗 |              |      |      |          |          |                        |          |      |          |
| 2900                    | 2000                    | 2000               | 1400 | 900  | 青羅国際都市 |      |      |          |          |                        |          |      |          |
| 3200                    | 2600                    | 2300               | 1900 | 1600 | 1250         | 黔岩 |      |          |          |                        |          |      |          |
| 3850                    | 3250                    | 3050               | 2650 | 2250 | 1350         | 1250 | 桂陽 |          |          |                        |          |      |          |
| 4350                    | 3750                    | 3450               | 2850 | 2350 | 1450         | 1350 | 1250 | 金浦空港 |          |                        |          |      |          |
| 4350                    | 3750                    | 3450               | 2850 | 2350 | 1450         | 1350 | 1250 | 1250     | 麻谷ナル |                        |          |      |          |
| 4550                    | 3950                    | 3650               | 3050 | 2550 | 1650         | 1550 | 1450 | 1350     | 1250     | デジタルメディアシティ |          |      |          |
| 4650                    | 4050                    | 3750               | 3150 | 2650 | 1750         | 1650 | 1550 | 1350     | 1350     | 1250                   | 弘大入口 |      |          |
| 4650                    | 4050                    | 3750               | 3150 | 2650 | 1750         | 1650 | 1550 | 1450     | 1350     | 1250                   | 1250     | 孔徳 |          |
| 4750                    | 4150                    | 3850               | 3250 | 2750 | 1850         | 1750 | 1650 | 1450     | 1450     | 1250                   | 1250     | 1250 | ソウル駅 |

（単位ウォン・小児半額）